# Аттантизм
Аттантизм (фр. attentisme, от attenter — ожидать) — политика пассивного ожидания и отказ от принятия ответственного решения до прояснения сложной ситуации. Помимо политики откладывания решения до разрешения ситуации также может означать любое отношение неопределённости и пассивного ожидания. Синоним «оппортунизм». Появление термина датируется 1918 годом.

## В политике

### Социал-демократы Германии до Первой мировой войны
Дитер Гро оценивает политику социалистов-демократов Германии начала XX века через термины «негативная интеграция» и «революционный аттантизм», который он определяет как политику ожиданий событий, при которых может быть свергнут существующий режим. Идею рокового по его мнению бездействия олицетворяла формула Карла Каутского «быть готовым — это всё». По мнению Дитера Гро, если Август Бебель был главным архитектором пессимизма, то Карл Каутский создал «особый конгломерат политической выжидательной тактики, революционных надежд, направленных на свержение существующего порядка, и словесного радикализма». Сторонники решительных действий (например, Роза Люксембург) не находили массовой поддержки не только в партийной и профсоюзной среде, но и даже внутри левой фракции СДПГ. Карл Каутский заявлял, что социал-демократы это партия революции, а не революционеров, поэтому (хотя революция и является целью партии) она не в силах совершить революцию, также как и её противники предотвратить её, поэтому нет смысла готовить или провоцировать революцию, а необходимо ждать закономерной исторической победы пролетариата над буржуазией. Напротив, Людвиг Франк считал, что активная революционная пропаганда способна сплотить немецкий пролетариат и обеспечить его победу над буржуазией.

### Франция 1930-е годы
Аттантизмом называли политику бездействия большей части участников Французской коммунистической партии во время путча 6 февраля 1934 года.

### Вторая мировая война
Во время Второй мировой войны во Франции термин аттантизм обозначал пассивную позицию приоритета выживания и стремления к компромиссу населения и политиков с оккупировавшими страну немцами (А. Агафонова понимает под термином аттантизм отсутствия боевых действий против немцев в ожидании высадки союзников.). Под аттантизмом подразумевались любые формы выжидательного поведения: пассивного сотрудничества, расчётливого оппортунизма и даже молчаливой враждебности. Применительно к периодам Второй мировой войны он появляется в «Большой энциклопедии Ларусса» и обозначает коллективную апатию и стремление к сотрудничеству населения и политиков. Роберт О. Пакстон в 1970-х годах назвал аттантизм «функциональным сотрудничеством», а Джон Ф. Свитс охарактеризовал аттантизм как «функциональное сопротивление» или вынужденное противоречие между мыслями и действиями.
Джонатан Джудакен (Jonathan Judaken) рассматривает аттантизм в одном ряду с коллаборационизмом. Однако Ш. Тийон, хотя и решительно осуждает тактику аттантизма нанесённым сопротивлению вредом, различает политику коллаборационизма и аттантизма.
Существует несколько подходов к оценке аттантизма. Сторонники Сопротивления считали аттантизм самоубийственной тактикой и призывали к активной вооружённой борьбе (которая, по их мнению, принесёт меньше ущерба, чем пассивное ожидание). В 1950 году Роберт Арон выдвинул гипотезу о «меньшем зле» («тезис о щите и мече»), согласно которой политика Петена («щит Виши») спасала Францию от более жёсткого отношения немцев и составляло ещё одну форму сопротивления наряду с «мечом» де Голля. Данную точку зрения поддерживало несколько представителей сопротивления (например полковник Реми). Согласно данной теории, пассивная политика Петена спасала Францию от репрессий немцев в ожидании военного освобождения де Голля. Надежда, позднее известная как «щит и меч» (предполагавшая тайное соглашение де Голля и Петена, по которому первый действовал извне, а второй вводил в заблуждение оккупантов) имела место до 1942 года. Эта секретная помощь со стороны вишистов, известная Сопротивлению, была ограничена случаями выдающихся личностей (Жан Мулен, Жан Жиро) без одобрения главы государства. В отличие от осуждающей оценки энциклопедии Ларусса, Роберт Арон в послевоенное десятилетие оценивал аттантизм как правильный ответ на сложное положение Франции. Джон Ф. Свитс оправдывает аттантизм населения сложностью ситуации в оккупированной Франции и возможными тяжёлыми последствиями активного сопротивления. Жан Пьер Риу и Пьер Лабори считают, что аттантизм был способом мирных людей с одной стороны обеспечить свою безопасность, а с другой стороны избежать сотрудничества с правительством Виши и немцами.
Анри Руссо предлагает различные формы поведения французов по отношению к оккупантам: от «коллаборационизма» (вплоть до перехода на сторону нацизма) до политики «выжидания» (самая мягкая форма сотрудничества), промежуточными является «административное сотрудничество» (или экономическое), «приспособление» и «меньшее зло».
Филипп Буррен, которого интересует, как французы реагировали и вели себя перед лицом оккупации и по отношению к оккупантам, предлагает три концепции для определения различных подходов: «приспособление» (в рамках которого он предлагает различные варианты поведения, а также эволюцию этого приспособления с течением времени), «уважение к государству» и «добровольное участие в деятельности».
Политику аттантзма в виде бездействия и ожидания освобождения страны англо-американскими войсками практиковал режим Виши. Впрочем, по мнению А. Бурлакова, позицию аттантизма во Вторую мировую войну занимало большинство французов (участники движения Сопротивления и коллаборационисты составляли по 30 тысяч человек в стране с 40 миллионами населения). При этом помимо страха перед немецкими репрессиями он видит причину аттантизма в нежелании французов развязывать внутреннюю гражданскую войну.
Термин аттантизм использовался коммунистической историографией для обвинения буржуазных участников сопротивления в пассивности и бездействии (причём не только для Франции, но и для других стран, например Чехословакии).

## В экономике
В экономике под аттантизмом обозначают выжидательную позицию экономических агентов (домашних хозяйств и компаний), которая парализует экономическую деятельность за счёт сопротивления экономическому росту и колебания в принятии важных решений. При этом различают экономическую летаргию и депрессию (хроническую и постоянную пассивную позицию) и отдельно аттантизм (временное снижение экономической активности в виде сворачивания объёмов производства, падения спроса, отказ от найма новых сотрудников и уменьшения объёма инвестиций). Однако, при длительном воздействии аттантизм может плавно перетекать в экономическую депрессию. Называют две возможные причины аттантизма: непредсказуемость результатов экономической деятельности или негативные прогнозы экономического развития. В первом случае экономические агенты полагают, что в будущем ситуация может улучшиться, поэтому приостанавливают экономическую деятельность до лучших времён. Во втором случае достоверно известно, что активные действия сейчас принесут больше убытков, чем политика бездействия.
Выделяют два комплекса причин аттантизма: внутренние и внешние факторы экономического развития, а также неправильную экономическую и финансовую политику государства (нечёткие, непредсказуемые и ненадёжные правовые нормы и постоянно меняющееся политическое устройство). Уолтер Ойкен среди причин аттантизма указывает непостоянство государства в экономической политике.

## Другие значения
Г. Дилигенский использует термин аттантизм для оценки такой черты русской ментальности как терпение: для постсоветского времени охваченные аттантизмом люди испытывают безнадёжность в сочетании с надеждой на лучшее будущее. Аттантизм в данном случае сочетается с ностальгией по советскому прошлому, приверженностью идеи сильного государства и чувству социальной беспомощности.